# Maják Kéréon
Maják Kéréon (francouzsky Phare de Kéréon) je maják, který se nachází na jihovýchod od ostrova Ouessant, na jihovýchodní straně průlivu Fromveur, na severozápad od ostrova Brannec na skále Men-Tenzel v bretaňském departementu Finistère ve Francii. Označuje průchod průlivu Fromveur vedoucí do Iroiského moře. Jeho dosah je 17 nm pro bílé světlo a 7 nm pro červené světlo. Od roku 2017 je kulturní památkou Francie.

## Historie
Projekt na výstavbu majáku byl připraven v roce 1903. V roce 1907 byla komisí pro majáky schválena stavba malé betonové věžičky na útesu Men-Tesnel. Průzkumné práce a zahájení projektu vedl inženýr Corvaisier a od roku 1909 pokračoval inženýr  Crouton. V roce 1910 byla z velké části dokončena základna. V témže roce napsala paní Jules Le Baudy ministrovi veřejných prací, že na památku svého prastrýce Charlese Marie Le Dalla de Kéréon přispěje částkou 580 000 franků na výstavbu majáku, pod podmínkou že po jeho dokončení se bude maják nazývat Kéréon. Maják bude mít základnu o průměru 14 m a výšku kolem 30 m. Dar byl přijat a celková částka na výstavbu se zvedla na 750 000 franků. Plán nové verze byl schválen koncem ledna 1910. Práci na stavbě majáku zpomalila první světová válka. Náklady na výstavbu dosáhly výše 975 000 franků, čímž se tento maják stal nejdražším majákem ve Francii.
Maják byl rozsvícen 25. října 1916. V roce 1972 proběhla elektrifikace a od 29. ledna 2004 je maják plně automatizovaný a řízený na dálku z řídícího centra Lighthouses and Beacons Administration, který se nachází na majáku Creac'h na ostrově Quessant. Posledními strážci majáku byli Brian O'Rourke a Jean-Philippe Rocher.

## Popis
Maják je válcová neomítaná žulová věž postavena na základně o průměru šestnáct metrů,vysoká 41 m, s šesti místnostmi nad sebou a suterénem. Věž je ukončena ochozem s lucernou, která je položena na kovové základně. V lucerně je Fresnelova čočka s LED žárovkou 35 W Legendou Kéréonu, kterému strážci majáku říkají „palác“, je jeho dřevěné provedení panelů z maďarského dubu v hale, kuchyni a dvou ložnicích strážců majáku. Na podlaze čestné místnosti je velká vykládaná větrná růžice z mahagonového a ebenového dřeva. Točité schodiště je zdobeno uměleckou mozaikou. 

## Data
- Výška věže: 41 m
- Výška světla: 38 m n. m.[5]
- Dosvit: bílé světlo 17 nm (13 km) v sektoru 019°–248°, červené 7 nm (13 km) sektoru 248°–019°
- Charakteristika: Oc (3) WR 24s[8] Původně bylo každých pět sekund světlo přerušeno
- Nautofon: v intervalu 120 s vysílá tři zvukové signály (písmeno K Morseovy abecedy)

### Označení
- ARLHS: FRA-324;[9]
- Admiralty: A1850;
- NGA: 113-0038.[8]